# Oceaniens historia
Oceaniens historia inleddes för minst 40 000 år sedan, då de första människorna anlände till Nya Guinea och Melanesien från Sydostasien. De flesta ögrupperna förblev dock obebodda. Dessa befolkades först mellan 1500 och 1300 före Kristus, troligen av människor från Filippinerna och Taiwan. Upptäcktsresorna gjordes huvudsakligen av folkgrupper som talar polynesiska språk. Deras kärnområde fanns runt öarna Tonga, Fiji och Samoa. Med deras båtar nådde de även Påskön i östra Stilla havet.
Det finns inte så mycket information om ursprungsbefolkningens historia på grund av att de saknade ett enhetligt skriftspråk.

## 1500-talet
Europeiska upptäcktsresor i Oceanien under 1500-talet hade uppgiften att hitta en väg till de stora handelsplatserna i Asien. Spanska och portugisiska äventyrare letade efter regionen Terra Australis eller olika skatter. I slutet av 1500-talet började holländarna utforska de olika öarna i Oceanien.
- 1513 Vasco Núñez de Balboa korsar Panamanäset och får syn på Stilla havet som han kallar Mar del sur (Södra havet).
- 1520 Ferdinand Magellan seglar genom Stilla havet (mar pacifico) till Moluckerna.
- 1526 Jorge de Meneses upptäcker Nya Guinea.
- 1542-45 Ruy Lopez de Villalobos upptäcker Marshallöarna, Mikronesien och Melanesien, men hela manskapet avlider under hemfärden.
- 1568 Álvaro de Mendaña de Neira når Salomonöarna och Tuvalu.
- 1579 Francis Drake korsar Stilla havet under sin världsomsegling.
- 1599 Olivier van Noort upptäcker Marianerna.

## 1600-talet
- 1606 Luis Váez de Torres upptäcker Tuamotuöarna och Stora barriärrevet.
- 1642-1643 Abel Tasmans expedition når Tasmanien och Nya Zeeland.
- 1699 William Dampier hittar en sjöväg mellan ön New Britain och huvudön i Papua Nya Guinea.

## 1700-talet
Under 1700-talet är enbart ett fåtal öar ännu oupptäckta, däremot har några områden glömts bort och hittas på nytt [källa behövs]. En systematisk kartläggning av Oceanien påbörjas av några forskare. [källa behövs]
- 1722 Jakob Roggeveen upptäcker Påskön och Samoaöarna.
- 1768-71, 1772-75, 1780-81 James Cook utför tre expeditioner till Stilla havet upptäcker flera områden däribland Nya Kaledonien och Hawaii. Cook avlider under den sista resan.

## 1800-talet
Imperialismens uppkomst leder till en kolonisation av de upptäckta områdena. Huvudsakligen USA, Storbritannien, Frankrike, Tyskland och Nederländerna bildar nya kolonier. Det spansk-amerikanska kriget orsakar en större byteshandel med kolonierna.

## 1900-talet
På grund av Tysklands nederlag under första världskriget uppdelades alla tyska kolonier bland de segrande länderna. Under andra världskriget skedde flera sjöslag i området. De flesta utkämpades mellan USA och Japan. Efter kriget får flera kolonier självstyre av USA men oftast många militäriska stationer behålls av USA. En mängd andra öriken blir autonoma från brittiskt eller franskt inflytande.
- 1900 Hawaii blir amerikanskt territorium.
- 1914-1918 Tysklands kolonier uppdelas mellan länderna i Nationernas förbund.
- 1945 Japan upphör som kolonialmakt.
- 1946-49 USA annekterar olika atoller för att genomföra atomtest, däribland Bikiniatollen.
- 1966-74 Frankrike utför atomtest på Mururoa.